# Gabriel Heinze
Gabriel Ivan Heinze (Crespo, 1978. április 19. –) argentin labdarúgó. Édesapja volgai német volt.

## Pályafutása
Heinze a pályafutását Argentínában kezdte, a Newell’s Old Boys csapatánál.
Ezután a Real Valladolid csapatához igazolt. Innen kölcsönadták a portugál Sportingnak, ahol 1 évet játszott. 2001-ben a PSG-be ment. Itt 119-szer lépett pályára és 19 gólt lőtt. A csapat 2004-ben megnyerte a Francia Kupát. 2005. augusztus 17-én - egy Messi kiállításáról is nevezetes mérkőzésen - győztes fejesgólt szerzett a magyar válogatott ellen.

### Manchester United
Heinze góllal debütált a Manchester Unitedben 2004 szeptemberében a Bolton Wanderers ellen (a meccs 2–2-es döntetlen lett).
A Manchester United rajongók az Év Játékosának választották a 2004–05-ös szezonban, a szavazáson megelőzte Wayne Rooney-t.
A 2005–06-os Bajnokok Ligájában a Villarreal elleni meccsen, szeptember 13-án megsérült. Ezután a 2005–06-os szezonban nem játszhatott a Manchester Unitedben. A következő szezonban már játszott, első gólját 2007. február 27-én szerezte a Reading ellen az FA Kupában.

### Real Madrid
A Real Madridhoz 2007 nyarán került.

## Eredményei
- Olimpiai aranyérem az argentin olimpiai válogatottal (2004)
- Francia Kupa győzelem a Paris Saint-Germain-nel(2004)
- Angol Ligakupa győzelem a Manchester Uniteddel (2006)
- Premier League 1. hely a Manchester Uniteddel (2007)
- FA Community Shield győzelem a Manchester Uniteddel (2007)